# رابوس
رابوس (به اسپانیایی: Rabós) یک منطقهٔ مسکونی در اسپانیا است که در آلت امپوردا واقع شده‌است. رابوس ۴۵٫۱ کیلومتر مربع مساحت دارد.